# Jean Senebier

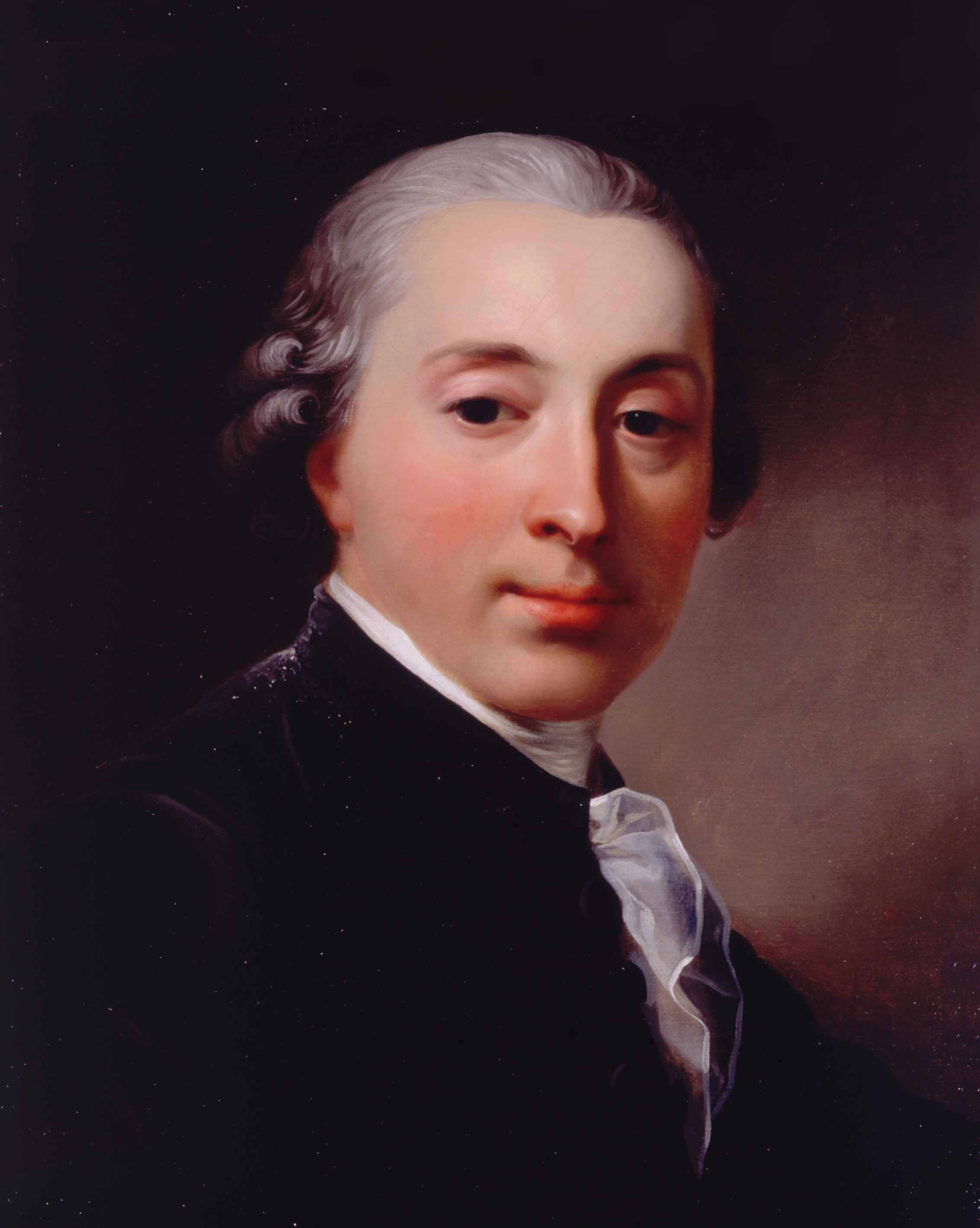
Jean Senebier

Jean Senebier (Genebra, 6 de maio de  1742  -  Genebra,  22 de julho de 1809)  foi um padre católico suiço. É o autor de numerosos trabalhos sobre a fisiologia vegetal, principalmente sob a influência da luz.

## Obras
- Mémoires physico-chimiques sur l'influence de la lumière solaire pour modifier les êtres des trois règnes de la nature, Genebra 1782, 3 vol.
- Rapport de l'air atmosphérique avec les êtres organisés, Genebra 1807, 3 vol.
- Physiologie végétale, Genebra 1782-88, 5 vol.
- Météorologie pratique, Genebra 1810